# 日本縦断アイドル乱舞
『HMVアイドル学園presents 日本縦断アイドル乱舞』（エイチ・エム・ブイアイドルがくえんプレゼンツ・にほんじゅうだんアイドルらんぶ）は、2012年より開催されている日本のアイドルのイベントである。略称はアイドル乱舞。
HMV主催による、全国のライブ会場を複数のアイドルが回るライブツアーイベント。2012年はでんぱ組.inc、Tomato n' Pine、私立恵比寿中学（大阪会場を除く）が、2013年は9nine、東京女子流、Cheeky Paradeが全公演に出演した。

## 2012年

### 日程・会場
- 8月2日：宮城・仙台darwin
- 8月8日：福岡・DRUM Be-1
- 8月10日：愛知・名古屋クラブクアトロ
- 8月15日：大阪・梅田AKASO
- 8月21日：北海道・札幌ペニーレーン 24
- 8月23日：東京・SHIBUYA-AX

### 出演
| 仙台                                                                                             |                                                                                    |
| - 私立恵比寿中学 - でんぱ組.inc - Tomato n' Pine                                                 | - Dorothy Little Happy - Party Rockets（B♭）                                       |
| 福岡                                                                                             |                                                                                    |
| - 私立恵比寿中学 - でんぱ組.inc - Tomato n' Pine                                                 | - CQC's - LinQ                                                                     |
| 名古屋                                                                                           |                                                                                    |
| - 私立恵比寿中学 - でんぱ組.inc - Tomato n' Pine                                                 | - チームしゃちほこ - LinQ                                                          |
| 大阪                                                                                             |                                                                                    |
| - でんぱ組.inc - Tomato n' Pine - Dorothy Little Happy                                           | - Mary Angel - LinQ - 東京女子流（SPECIAL GUEST）                                  |
| 札幌                                                                                             |                                                                                    |
| - 私立恵比寿中学 - でんぱ組.inc - Tomato n' Pine                                                 | - Jewel Kiss - フルーティー♡                                                       |
| 東京                                                                                             |                                                                                    |
| - 私立恵比寿中学 - でんぱ組.inc - Tomato n' Pine - Jewel Kiss - Cheeky Parade - チームしゃちほこ | - Dorothy Little Happy - hy4_4yh - Mary Angel - LinQ - 東京女子流（SPECIAL GUEST） |

## 2013年

### 日程・会場
- 3月15日：北海道・札幌ペニーレーン 24
- 3月20日：大阪・梅田AKASO
- 3月22日：広島・広島クラブクアトロ
- 3月23日：福岡・福岡DRUM Be-1
- 3月25日：愛知・名古屋クラブクアトロ
- 3月27日：仙台・darwin
- 3月30日：東京・SHIBUYA-AX

### 出演
札幌・広島・福岡・名古屋・仙台
- 9nine
- 東京女子流
- Cheeky Parade

大阪
- 9nine
- 東京女子流
- Cheeky Parade
- スマイレージ（SCRAMBLE GUEST）

東京
- 9nine
- 東京女子流
- Cheeky Parade
- ベイビーレイズ
- でんぱ組.inc（SPECIAL GUEST）
- スマイレージ（SCRAMBLE GUEST）